# نصير أباد (فارسان)
نصير أباد (بالفارسية: نصیر آباد) هي قرية تقع في قسم ميزدج عليا الريفي في إيران. يقدر عدد سكانها بـ 77 نسمة بحسب إحصاء 2016.